# Commission de l'éducation nationale
Pour les articles homonymes, voir KEN.

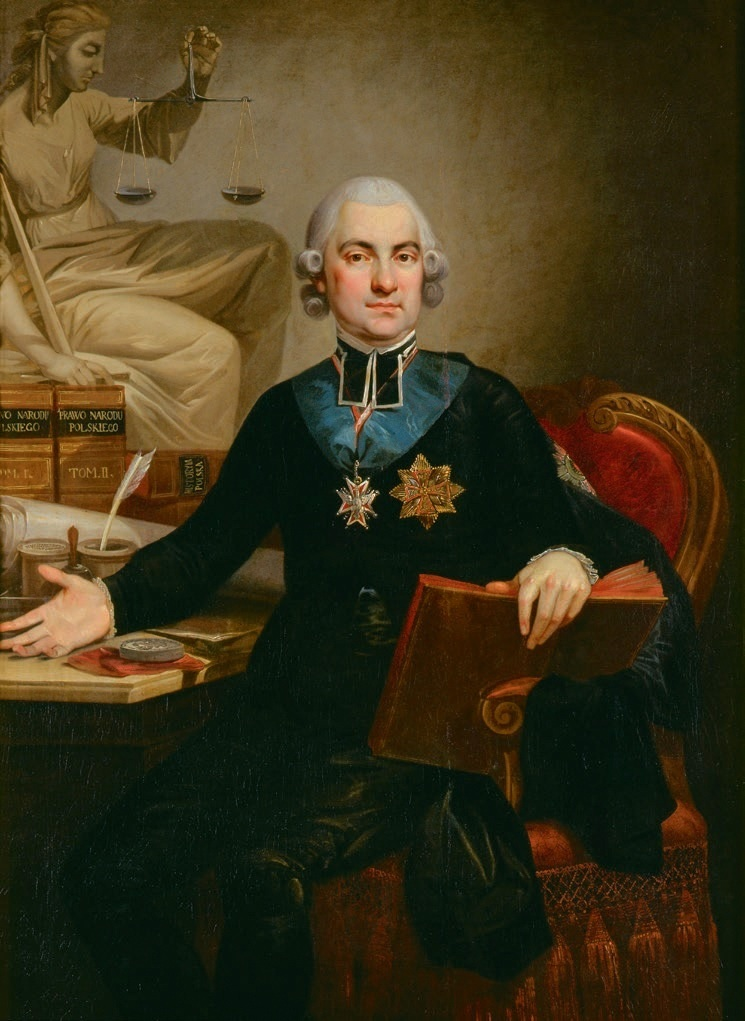
Hugo Kołłątaj introducteur dans les années 1777-1780 des réformes de la Commission au sein de l'Académie de Cracovie.

La Commission de l'éducation nationale (en polonais Komisja Edukacji Narodowej, KEN) est le premier ministère de l’instruction publique en Europe, créé le 14 octobre 1773 par la Diète (Parlement) de la république des Deux Nations sur proposition du roi de Pologne Stanislas Auguste Poniatowski. C'est la première administration de l'instruction publique moderne et indépendante des Églises. Sa devise est « L’éducation est une affaire d’intérêt public ».

## Histoire

### Création (1773)
Le XVIIIe siècle est l’époque de la crise de la société sarmate et traditionnelle de la République nobiliaire polonaise. Cependant, dans ces circonstances défavorables de rencontre du monde sarmate avec les Lumières, des voix s’élèvent en faveur du changement.
La suppression de l'ordre des jésuites par le pape Clément XIV le 21 juillet 1773 met en danger le système éducatif en Pologne  mais aussi fournit l'occasion d'une réorganisation totale des écoles. En effet, les jésuites dirigent alors en grande partie l'éducation de la jeunesse ecclésiastique et laïque dans l'ancienne Pologne.
Paradoxalement, c'est la Diète polonaise dite de Partition puisque convoquée par l'Empire russe, le royaume de Prusse et l'empire des Habsbourg pour légaliser le premier partage de la Pologne, qui crée, le 14 octobre 1773, la Commission d'Éducation Nationale pour mener une réforme générale du système éducatif. La même Diète décide aussi de destiner tous les biens confisqués aux jésuites à l'instruction publique.
La Commission est à la fois un organe administratif, doté de certains pouvoirs juridiques et judiciaires, une équipe de spécialistes et une réunion de scientifiques. Elle est initialement composée de 4 sénateurs et 4 députés, (ecclésiastiques et laïcs) représentant le royaume de Pologne et le grand-duché de Lituanie. Les membres les plus engagés dans les travaux de la commission sont les aristocrats députés lié au "Familia", parti du prince Adam Kazimierz Czartoryski : Joachim Chreptowicz, Ignacy Potocki et Andrzej Zamoyski. Les autres membres de la première commissions sont Michał Poniatowski, August Sułkowski et Antoni Poniński. Ignacy Jakub Massalski, le premier président de cette commission, convaincu de détournement de fonds dans les écoles lituaniennes, sera demis de ses fonctions en 1776 et remplacé Michał Poniatowski.
Mais dans les faits, c'est le groupe de savants et d'artistes réunis autour d'Hugo Kołłątaj qui accomplit les travaux de fond de la Commission. Les plus illustres des « experts » sont les écrivains Franciszek Bieliński (pl) et Julian-Ursyn Niemcewicz, et les savants Feliks Oraczewski, Andrzej Gawroński, Dawid Pilchowski, Hieronim Stroynowski et Grzegorz Piramowicz.

### Réalisations
Grâce à la réforme de la Commission de l’éducation nationale, pour la première fois à l’échelle de tout un pays sont diffusées les connaissances acquises en mathématiques, sciences naturelles et économiques grâce aux avancées scientifiques, aux activités des encyclopédistes français et à la théorie des physiocrates en économie. Ces idées sont inscrites dans la théorie et la pratique éducatives en Pologne. Elles se répandront en Europe 20 après, à la suite de la Révolution française de 1789.
Le caractère unique de la réforme de la Commission de l’éducation nationale tient également à la mise en œuvre généralisée d’un système global proposant une organisation de l’enseignement à plusieurs niveaux des écoles élémentaires jusqu’aux écoles supérieures, l’élaboration de manuels pour l’ensemble du système, la mise au point d’une méthodologie applicable par les enseignants, un système d’inspections et de notation, c’est-à-dire de contrôle du fonctionnement de la réforme, et un financement intégré provenant de fonds alloués et virés par la Diète, à la suite de la dissolution de l’ordre des jésuites.
La Commission d'éducation commence son œuvre par les professeurs et les livres scolaires. La rédaction des livres d'enseignement est confiée à la Société pour les livres élémentaires (Towarzystwo do Ksiąg Elementarnych), dont les principaux membres sont les ecclésiastiques Grzegorz Piramowicz, Hugo Kołłątaj et Onufry Kopczyński.
Commission de l'Éducation nationale a réussi à créer un système scolaire unifié, à réformer les universités et à élaborer un ensemble de règles scolaires. La Commission s'est occupée de l'éducation à domicile des filles et elle a également lancé la création d'un réseau d'écoles paroissiales pour les paysans. La Société pour les livres élémentaires a réformé les programmes et les méthodes d'enseignement et publié des manuels modernes.
Tous les établissements étaient également placés sous le contrôle de la Commission, en d’autres termes du gouvernement, qui pouvait aider à maintenir partout le même niveau. En tout, sous les ordres de la Commission d'éducation, il y avait un total de 97 écoles supérieures ou secondaires. Or, la population de la Pologne en 1792 étant de 8 millions d'habitants, on peut compter une école supérieure pour 82 000 habitants. Aucune nation de l'Europe ne pouvait alors rivaliser à cet égard avec la Pologne. Ces écoles comptaient environ 20 000 élèves.
Cette réforme prévoyait l’application systématique dans tout le pays d’un principe d’organisation des études et d’un programme uniforme et complet dont les conséquences politiques et sociales ont été décisives comme ferment de l’identité nationale.qui est parvenu à instaurer une réforme ayant entraîné une modification des consciences et la diffusion du savoir à l’échelle nationale.

### L'héritage
Avec la disparition de l'État polonais, après la troisième partition, la Commission d'éducation nationale cesse d'exister. Les écoles polonaises sont intégrées dans les structures scolaires des puissances occupantes. Elles ont gardé leur autonomie le plus longtemps, jusqu'en 1831, dans les anciens territoires polonais occupés par l'Empire russe, mais elle a été liquidée après la défaite de l'insurrection polonaise de 1830.
Le modèle de l'éducation citoyenne créé par la Commission de l'éducation nationale a servi de modèle après le recouvrement par la Pologne de l'indépendance en 1918.

## Patrimoine mondial
C'est le premier et seul exemple au monde de réforme éducative complète établissant des administrations scolaires publiques et laïques, menée à bien à un moment crucial de l’histoire politique de la Pologne où son indépendance était menacée, à la suite du passage d’une loi démocratiquement adoptée par les représentants élus de la nation et à l’initiative du Roi.
Depuis 2007, les archives de la Commission de l’éducation nationale sont inscrites au patrimoine mondial de l'Unesco comme élément du registre international « Mémoire du monde ».

## Synthèse des reformes de la Commission
- réorganisation des écoles et du système scolaire dans son ensemble,
- développement de nouveaux programmes dans l'esprit des Lumières,
- création de écoles de formation des enseignants auprès des universités et académies,
- création de la Société pour les livres élémentaires,
- édition des manuels scolaires novateurs : 30 manuels dont certains pour la première fois ont contribué à la création d’une terminologie scientifique en polonais dans des matières comme la physique, les mathématiques, la chimie, la logique, la grammaire[8],
- réforme des universités de Cracovie et de Vilnius
- introduction dans les programmes de l'histoire de Pologne et l'histoire naturelle.
- introduction d'éléments d'éducation physique,
- enseignement était donné entièrement en polonais, le latin était interdit

## Célébration de la mémoire de la commission
- la décoration officielle délivré par le ministère polonais chargé de l'éducation (équivalent des palmes académiques françaises), créée en 1956, s'appelle « médaille de la Commission de l'éducation nationale » (Medal Komisji Edukacji Narodowej).
- l’École supérieure de pédagogie de Cracovie (aujourd'hui Université de Pédagogie) porte le nom de la Commission de l'éducation nationale depuis le bicentenaire de 1973.